# Wilhelm Hirte (Jurist)
Wilhelm Hirte (* 18. Dezember 1905 in Braunschweig; † 12. Februar 1986 ebenda) war ein promovierter Jurist und Richter. Er war geschäftsführender Staatsanwalt und Ankläger des Sondergerichts Braunschweig. Wegen seiner Teilnahme an der Konferenz des Reichsjustizministeriums zur Vorbereitung juristischer Fragen der Euthanasie wurde im Januar 1967 ein Vorermittlungsverfahren gegen ihn eingeleitet, das am 27. Mai 1970 niedergeschlagen wurde. Hirte war maßgeblich am Todesurteil für die unschuldig angeklagte Arbeiterin Erna Wazinski und der Ablehnung ihres Gnadengesuchs beteiligt.

## Leben

### Vor 1945
Hirte legte 1924 das Abitur auf dem Wilhelm-Gymnasium ab und studierte anschließend Jura an den Universitäten Mainz und Leipzig. 1928 wurde er an der Philipps-Universität Marburg zum Thema Tarifvertrag und Lehrvertrag: eine Untersuchung über die Konkurrenz zwischen der Regelungszuständigkeit des Tarifvertrages und der Zuständigkeit der Innungen und Handwerkskammern im geltenden Recht und zu dem Problem der Regelungszuständigkeit de lege ferenda, insbesondere angesichts des Entwurfs eines Berufsausbildungsgesetzes promoviert.
Zum 1. Mai 1933 trat Hirte der NSDAP bei (Mitgliedsnummer 3.167.903) und war von 1933 bis 1935 ebenfalls Mitglied der SA. Ab 1933 arbeitete Hirte bei der Staatsanwaltschaft des Oberlandesgerichts Braunschweig (OLG). Im April 1935 wurde er als Amtsgerichtsrat eingestellt und hatte die Aufgabe eines Staatsanwaltes beim OLG wahrzunehmen. 1937 wurde er zum Ersten Staatsanwalt befördert. Ab Ausbruch des Zweiten Weltkrieges bis 1942 war Hirte (in Vertretung des an die Front eingezogenen Amtsinhabers) amtierender Generalstaatsanwalt. 1942 trat der neue Generalstaatsanwalt Willy Rahmel seinen Dienst an, worauf hin Hirte zum Leiter der Anklagebehörde bei Sondergericht Braunschweig wurde. Diese Position bekleidete er bis Kriegsende.

#### Unterstützer des NS-Systems
Hirte zeigte in den erhaltenen Lageberichten an den Reichsjustizminister bereits 1940 als rückhaltloser Befürworter des NS-Systems. So schrieb er bezüglich der Verordnung gegen Volksschädlinge und der Verordnung über außerordentliche Rundfunkmaßnahmen, sie seien „notwendige Waffen zum Kampf gegen Kriegsparasiten und zum Kampf gegen Angriffe auf die innere Front des deutschen Volkes.“ Aufgrund zweier, seiner Meinung nach zu milder Urteile des Sondergerichts Braunschweig gegen Diebe, äußerte Hirte: „Ich möchte nur für die Zukunft die Fällung von Urteilen erleichtern, die auch in der Frage des Strafmaßes dem Willen der Staatsführung und den Erfordernissen der heutigen Zeit entsprechen.“ Er war für seine Härte bekannt und ist für mindestens 59 Todesurteile des Sondergerichts Braunschweig mitverantwortlich.

#### Der Fall Erna Wazinski

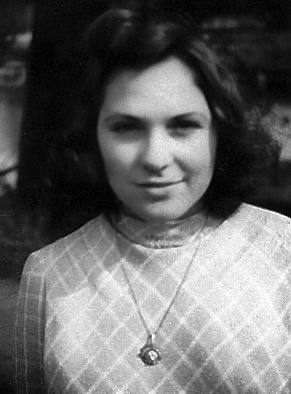
Erna Wazinski

Er war als Ankläger des Sondergerichts maßgeblich an der Verurteilung der 19-jährigen Erna Wazinski beteiligt, die wegen angeblicher Plünderei nach dem Bombenangriff auf Braunschweig am 15. Oktober 1944 denunziert und zum Tode verurteilt wurde. Er war es, der das Gnadengesuch von Erna Wazinski mit folgender Argumentation ablehnte:
„Die ledige, am 7. 9. 1925 geborene Arbeiterin Erna Wazinski aus Braunschweig ist durch Urteil des Sondergerichts vom 21. Oktober wegen Plünderns – §1 der Volksschädlingsverordnung – zum Tode verurteilt worden. […] Bedenken gegen das Urteil bestehen nicht. […] Kennzeichnend für die Verurteilte ist schließlich, daß sie sich auf ihrer letzten Arbeitsstelle an die Fräserin Gerda Körner angeschlossen hat. […] Diese ist wegen Arbeitsbummelei und Abtreibung vorbestraft und aus anderer Sache wegen ihres Herumtreibens mit Soldaten bekannt. Die Mutter Körner, zu der die Verurteilte nach ihrer Ausbombung gezogen ist, habe bis vor kurzem eine mehrjährige Zuchthausstrafe verbüßt. Die Verurteilte ist also trotz ihrer Jugend keine Persönlichkeit, die Nachsicht verdiente.“
Dieser Fall beschäftigte die Braunschweiger Gerichte jahrzehntelang und es dauerte bis zum März 1991, dass die Unschuld von Erna Wazinski gerichtlich anerkannt wurde und dieses Urteil außer Kraft gesetzt wurde.

### Nach 1945
Im Mai 1945 wurde Hirte durch die britische Militärregierung entlassen und arbeitete von 1947 bis 1952 in einer Anwaltspraxis. Im Mai 1956 kam er als Richter, der das Grundbuch verwaltete, wieder an das Amtsgericht Braunschweig zurück. Im Dezember 1967 wurde er auf eigenen Wunsch in den vorzeitigen Ruhestand versetzt.
Da Hirte im April 1941 an der Konferenz des Reichsjustizministeriums zu juristischen Fragen der Euthanasie teilgenommen hatte, wurde im Januar 1967 eine gerichtliche Untersuchung gegen ihn eingeleitet. Diese wurde am 27. Mai 1970 durch das Landgericht Limburg eingestellt.

## Hirte im Urteil von Zeitgenossen
Curt Staff, der erste Generalstaatsanwalt, der nach Kriegsende sein Amt in Braunschweig antrat, urteilte über Hirte, er habe „entschieden Anteil an der verhängnisvollen Entwicklung der braunschweigischen Rechtspflege“ gehabt. Hubert Schlebusch, ehemaliger Ministerpräsident des Landes Braunschweig äußerte sich in einem Brief vom 11. September 1945: 
„Hirte war von einem so maßlosen Ehrgeiz getrieben, daß er nicht Gerechtigkeit in den Vordergrund stellte, sondern Bestrafung um jeden Preis. Ihm als Leiter der Anklagebehörde beim Sondergericht überantwortet zu sein, bedeutete für den Nazi-Gegner physische und seelische Vernichtung …“